# Neobrettus
Neobrettus is een geslacht van spinnen uit de familie springspinnen (Salticidae).

## Soorten
De volgende soorten zijn bij het geslacht ingedeeld:
- Neobrettus cornutus Deeleman-Reinhold & Floren, 2003
- Neobrettus nangalisagus Barrion, 2001
- Neobrettus phui Żabka, 1985
- Neobrettus tibialis (Prószyński, 1978)
- Neobrettus xanthophyllum Deeleman-Reinhold & Floren, 2003